# El Ranco
El Ranco is een provincie van Chili in de regio Los Ríos. De provincie telde 93.969 inwoners in 2017 en heeft een oppervlakte van 8232 km². Hoofdstad is La Unión. In 2007 werd de provincie afgesplitst van Valdivia.

## Gemeenten
De provincie del Ranco is verdeeld in vier gemeenten:
- Futrono
- La Unión
- Lago Ranco
- Río Bueno